# Sara Goller
Sara Goller (heute Sara Niedrig, * 21. Mai 1984 in Starnberg) ist eine ehemalige deutsche Beachvolleyballspielerin. Mit ihrer Partnerin Laura Ludwig war sie zweimal Europameisterin und viermal deutsche Meisterin.

## Karriere

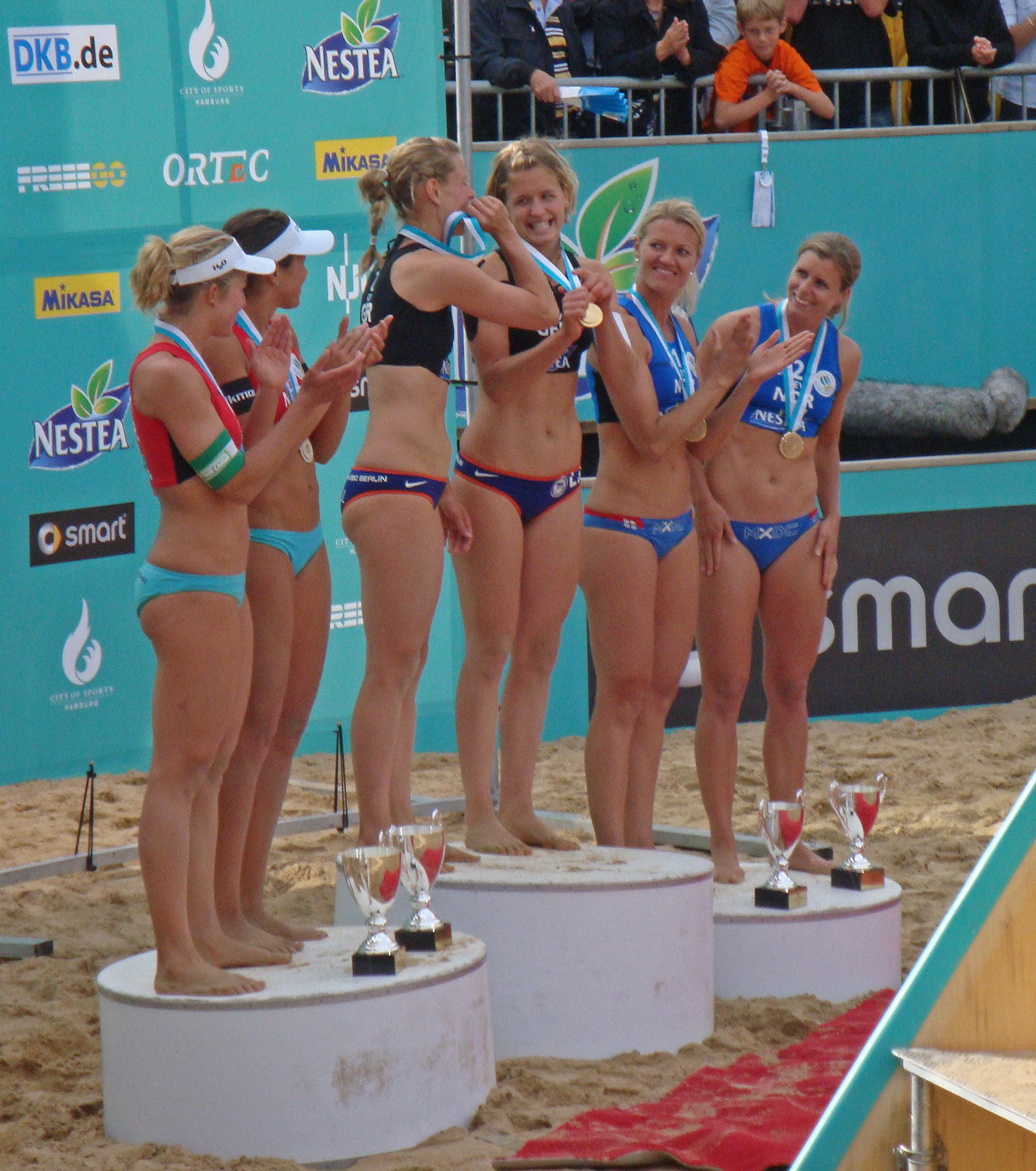
Sara Goller (3. von links) und Laura Ludwig als Sieger der EM 2008 in Hamburg

Goller begann 1992 beim TSV Herrsching mit dem Volleyball in der Halle und wechselte 1997 zum SV Lohhof. 2001 ging sie zum Bundesligisten Bayer Leverkusen, mit dem sie in der Saison 2004/05 zusammen mit ihrer späteren Beachpartnerin Laura Ludwig in allen drei Endspielen stand (Deutsche Meisterschaft, Deutscher Pokal und Europapokal).
Als Beachvolleyballerin war Goller seit 1999 aktiv. Zunächst spielte sie mit wechselnden Partnerinnen. Mit Friederike Romberg gewann sie 2003 die U20-Europameisterschaft in Salzburg. Im gleichen Jahr belegte sie mit Anja Günther den fünften Platz bei der Deutschen Meisterschaft in Timmendorfer Strand. Am 15. Mai 2004 gründete sie mit Laura Ludwig ein neues Duo, das sich unter dem Namen gollerplusludwig vermarktete und seit dem 1. November 2005 zu Hertha BSC gehörte. Das von Olaf Kortmann trainierte Team feierte den ersten gemeinsamen Erfolg mit dem dritten Platz bei der U23-EM 2004 in Brünn. Die erste Teilnahme an der „großen“ Europameisterschaft in Timmendorfer Strand endete mit Rang 25. Bei der nächsten Junioren-Europameisterschaft 2005 in Mysłowice holten Goller/Ludwig Silber. Im gleichen Jahr wurden die zum Nationalduo aufgestiegenen Damen Dritter bei der Deutschen Meisterschaft und nahmen in Berlin erstmals an einer Weltmeisterschaft teil (Platz 17).
2006 etablierten sie sich dann endgültig in der deutschen Elite. Sie gewannen die U23-EM in St. Pölten, nahmen an der World Tour teil, wo sie einen fünften Platz in Acapulco erreichten, und wurden Vierte bei der EM in Den Haag. Im Finale gegen Rieke Brink-Abeler und Hella Jurich gewannen sie die deutsche Meisterschaft. Im folgenden Jahr setzten sie ihren Aufstieg fort. Bei der WM in Gstaad reichte es nur zum 17. Platz, aber bei der Europameisterschaft in Valencia erreichten sie das Finale. Außerdem gewannen sie bei Turnieren der FIVB World Tour die Silbermedaille in Espinho und die Bronzemedaille in Klagenfurt, erreichten den vierten Platz in Stavanger und den fünften Platz in Marseille und verteidigten ihren nationalen Titel im Endspiel gegen Helke Claasen und Antje Röder. Die Leser der Fachzeitschrift Volleyball-Magazin wählten Sara Goller zur Beachvolleyballerin des Jahres 2007.
Den bis dorthin größten Erfolg ihrer Karriere erzielten Goller/Ludwig mit dem Gewinn der Europameisterschaft 2008 in Hamburg. Kurz zuvor hatten sie sich bereits die Qualifikation für die Olympischen Spiele in Peking gesichert. Dort schieden sie im Achtelfinale nach einer Dreisatz-Niederlage gegen die Österreicherinnen Doris und Stefanie Schwaiger aus. Goller verteidigte ihren Titel als Beachvolleyballerin des Jahres. Mit Laura Ludwig gewann sie bei der Deutschen Meisterschaft 2008 zum dritten Mal in Folge den nationalen Titel. Das Jahr 2009 war das Jahr der dritten Plätze für die beiden Hamburgerinnen. Bronzemedaillen bei den FIVB-Turnieren in Brasília, Moskau und Marseille sowie ein dritter Platz bei den deutschen Meisterschaften in der Ahmann-Hager-Arena, dazu kamen bei FIVB-Turnieren ein vierter Platz in Shanghai sowie drei fünfte Plätze. Nur bei den Europameisterschaften konnten sich Goller und Ludwig die Silbermedaille sichern.

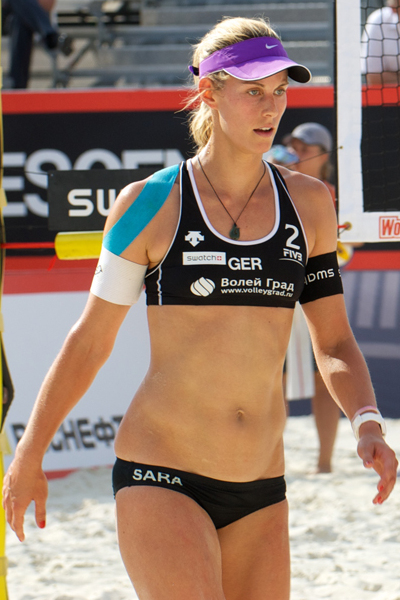
Grand Slam 2011 in Moskau

### 2010
Erfolgreich starteten die beiden Athletinnen von Hertha BSC in das Jahr. Bei den Brasilia Open besiegten sie zunächst die Olympiasiegerin Misty May-Treanor mit ihrer neuen Partnerin Nicole Branagh und anschließend das brasilianische Duo Larissa/Juliana. Im Finale mussten sich Goller/Ludwig allerdings den beiden Brasilianerinnen geschlagen geben wie schon beim Turnier in Portugal 2007 und somit ihren ersten Sieg bei der FIVB-Tour noch verschieben. Während die beiden Deutschen in Shanghai überhaupt nicht zurechtkamen und nur den 25. Platz belegten, erreichten sie in Rom wiederum das Finale, scheiterten diesmal jedoch an den aktuellen Weltmeisterinnen April Ross und Jennifer Kessy. Auch bei den folgenden Turnieren in Seoul und Moskau wurden Sara Goller und Laura Ludwig von den beiden Amerikanerinnen besiegt und belegten jeweils den fünften Platz. In Gstaad erreichten die beiden Deutschen zum dritten Mal in dieser Saison das Finale, zum dritten Mal gab es jedoch eine Niederlage, diesmal wie in Brasília gegen die topgesetzten Brasilianerinnen Larissa und Juliana. Nach einem fünften Platz in Marseille erreichten Goller/Ludwig in Klagenfurt zum vierten Mal 2010 einen Medaillenrang. Im Spiel um den dritten Platz besiegten die Damen von Hertha BSC die Österreicherinnen Barbara Hansel und Sara Montagnolli, an denen sie in Marseille noch beim Kampf um den Einzug ins Halbfinale gescheitert waren. Nach einem neunten Platz beim FIVB-Turnier in Polen gewannen die beiden Deutschen ihre zweite Europameisterschaft. Im Finale besiegten sie ihre Landsfrauen Katrin Holtwick und Ilka Semmler. Beim folgenden FIVB-Turnier in Sanya erreichten Goller und Ludwig nach Siegen über die Weltmeisterinnen Kessy und Ross sowie die Doppelolympiasiegerin und -weltmeisterin Kerri Walsh mit ihrer Partnerin Nicole Branagh ebenfalls das Endspiel, das sie gegen die Chinesinnen Xue und Zhang Xi verloren. Beim letzten Event des Jahres in Thailand belegten die Hamburgerinnen nach drei Siegen und zwei Niederlagen den fünften Platz.

### 2011
Bei der Beachvolleyball-Europameisterschaft 2011 in Kristiansand gewannen Goller/Ludwig die Bronzemedaille. Bei den Deutschen Meisterschaften 2011 konnten sie zum vierten Mal den nationalen Titel erringen. Nicht ganz so erfolgreich wie im vergangenen Jahr waren die beiden Deutschen bei der FIVB World Tour. Neben einer Silbermedaille in Stavanger erreichten sie vier weitere Platzierungen unter den besten acht Teams. Bei den Myslowice Open belegten Goller/Ludwig den vierten Platz, in Brasília sowie in Moskau wurden sie jeweils Vierte und in Åland Siebte. Bei den Weltmeisterschaften in Rom verloren sie im Achtelfinale gegen May-Treanor/Walsh.

### 2012

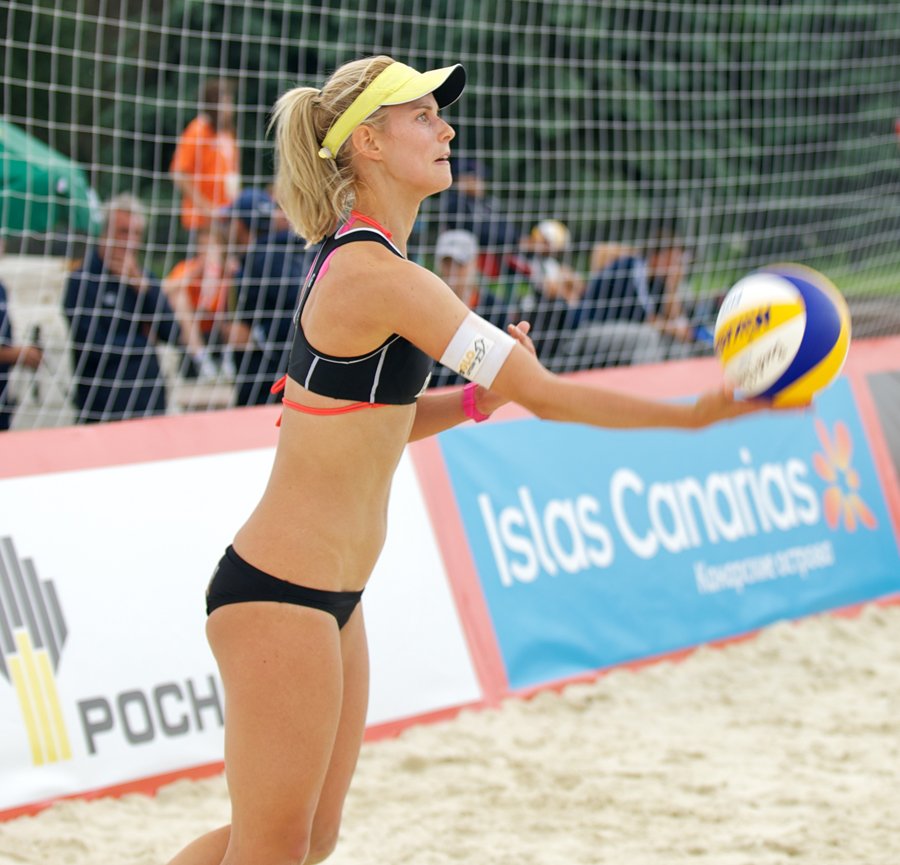
Grand Slam 2012 in Moskau

Ins Jahr der Olympischen Spiele in London starteten Laura Ludwig und Sara Goller mit fünften (Brasília, Peking) und neunten Plätzen (Shanghai, Moskau, Gstaad, Berlin, Klagenfurt) in die FIVB World Tour. In Rom wurden sie erst im Finale von Kuhn/Zumkehr (SUI) gestoppt. Bei den Europameisterschaften in Scheveningen (Niederlande) belegten sie den neunten Platz. Anschließend siegten sie beim nationalen Turnier der Smart Beach Tour auf Norderney. Bei den Olympischen Spielen in London erreichten sie den zweiten Platz in der Gruppenphase und qualifizierten sich damit für das Achtelfinale. Dort trafen sie mit Holtwick/Semmler auf das zweite deutsche Duo, das sie mit 2:0 besiegten. Sie unterlagen dann aber im Viertelfinale dem brasilianischen Team Larissa/Juliana mit 0:2 und belegten damit den fünften Platz. Bei den Deutschen Meisterschaften schieden sie nach zwei Niederlagen vorzeitig aus und beendeten das Turnier auf dem siebten Rang. Im September 2012 erklärte Sara Goller ihren Rücktritt vom Beachvolleyball, bevor sie im Oktober 2012 in die Halle zurückkehrte. Beim Team DSHS SnowTrex Köln spielte sie in der folgenden Saison in der zweiten Bundesliga.

## Privates
Goller studierte in Hamburg Neuere deutsche Literatur- und Medienwissenschaften. Im Anschluss an ihre Beachkarriere begann sie eine Ausbildung als Volontärin beim Fernsehsender Sky. Im Sommer 2013 heiratete sie und heißt seitdem Sara Niedrig.

## Werke
- Michael Niedrig, Sara Niedrig: Auf Gut Glück. Unser abenteuerlicher Neustart als Selbstversorger | Ein Familie erfüllt sich den Traum vom Landleben 2023, ISBN 978-3-426-28626-5